# Johannes Byrelius
Johannes Johannis Byrelius, född i början av 1600-talet, död 1660 i Luleå, var den förste präst som var bosatt i Pite lappmark. Han kallades vanligen herr Hans.

## Biografi
Johannes Byrelius föddes i början av 1600-talet och var bondson från Börjelslandet i Luleå socken; han kom att ta sitt namn efter hembyn. Han blev 12 februari 1625 student vid Uppsala universitet och tjänstgjorde några år som komminister i Bromma församling.

### Lappmarken
Byrelius medföljde hösten 1635 som själasörjare den första arbetsstyrka som skickades till Lappmarken för att påbörja verksamheten vid Nasafjälls silververk. Från den 1 oktober samma år uppbar han lön i egenskap av brukspredikant vid hyttan enligt uppgifter i Kammarkollegiets norrländska landsbok för 1635. I Pite lappmark fanns då ingen präst. En kyrka hade visserligen byggts i Arvidsjaur 1607, men någon präst hade aldrig flyttat dit och den nybildade församlingen hade snart lagts som annex under Piteå socken.
Innan Uppsala domkapitel behandlade frågan om att tillsätta kyrkoherdar i de nybildade lappmarkspastoraten, inhämtade ärkebiskop Laurentius Paulinus Gothus ett yttrande från bergmästare Philip Lybecker och lappfogden Olof Jonsson. Deras förslag, daterat Spånga den 11 oktober 1640, gick ut på att den dåvarande predikanten vid hyttan, Hans Byrelius, borde utnämnas till pastor i Silbojokks församling. Förslaget inkluderade också att hans lön borde förstärkas med ett särskilt anslag om 500 daler – varav 100 ännu saknades. När Pite lappmark 1640 indelades i fyra självständiga församlingar, Arjeplog, Arvidsjaur, Nasafjäll och Silbojokk blev Johannes Byrelius kyrkoherde i Silbojokk. Vid domkapitlets sammanträde den 20 oktober samma år beslutades att Johannes Byrelius skulle förordnas som pastor i Silbojokk (även kallat Servisjaur). Hans lön fastställdes till 40 daler vitt mynt och 36 tunnor säd, med tillägget att han nyligen själv hade lyckats förhandla till sig en löneförstärkning (augment).

### Komminister i Luleå
Den långa och krävande tjänstgöringen tog hårt på hans hälsa. Redan i slutet av 1641 begärde han förflyttning, men det dröjde till 1645 innan han tillträdde som komminister i Luleå församling. Han var fortfarande i livet den 28 april 1660, då han vid ett ting genomförde ett tomtbyte och köpte ett stall. Han avled dock före den 26 juli samma år och efterlämnade en änka med flera små barn. Änkan vände sig till kungen med en klagan riktad mot kyrkoherden Anthelius. Hon menade att han, utöver annan orätt, utan skäl hade hållit inne hennes avlidne makes lön – tolv tunnor spannmål och 24 daler kopparmynt – samt att han otillbörligt lagt beslag på åkermark som maken delvis köpt och delvis själv odlat upp. Dessutom hade Anthelius låtit riva en gärdesgård, som hennes make låtit sätta upp till stor kostnad, för att använda virket till sina egna inhägnader. En utredning visade visserligen att kyrkoherde Anthelius i flera avseenden hade rätt att försvara prästgårdens egendom, men att han hade agerat på ett olämpligt och brutalt sätt.

### Familj
Byrelius var gift med Marina Svensdotter. De fick tillsammans barnen Olof Hansson och en dotter som var gift med Anders Andersson i Luleå.